# Olympische Sommerspiele 2004/Teilnehmer (Philippinen)
| Gelbes Symbol für Goldmedaillen mit stilisierten Olympischen Ringen | Graues Symbol für Silbermedaillen mit stilisierten Olympischen Ringen | Braundes Symbol für Bronzemedaillen mit stilisierten Olympischen Ringen |
| ------------------------------------------------------------------- | --------------------------------------------------------------------- | ----------------------------------------------------------------------- |
| —                                                                   | —                                                                     | —                                                                       |

Die Philippinen nahmen an den Olympischen Sommerspielen 2004 in Athen, Griechenland, mit einer Delegation von 16 Sportlern (zwölf Männer und vier Frauen) teil.

## Teilnehmer nach Sportarten

### Bogenschießen
- Jasmin Figueroa
Einzel Frauen: Vorrunde

### Boxen
- Harry Tañamor
Halbfliegengewicht (bis 48 kg): Achtelfinale

- Violito Payla
Fliegengewicht (bis 51 kg): Vorrunde

- Romeo Brin
Halbweltergewicht (bis 64 kg): Achtelfinale

- Christopher Camat
Mittelgewicht (bis 75 kg): Vorrunde

### Leichtathletik
- Eduardo Buenavista
Marathon Männer: 67. Platz

- Lerma Gabito
Weitsprung Frauen: 33. Platz

### Schießen
- Jethro Dionisio
Trap Männer: 32. Platz

### Schwimmen
- Miguel Molina
200 Meter Freistil Männer: Vorläufe
200 Meter Brust Männer: Vorläufe
200 Meter Lagen Männer: Vorläufe
400 Meter Lagen Männer: Vorläufe

- Miguel Mendoza
400 Meter Freistil Männer: Vorläufe
1500 Meter Freistil Männer: Vorläufe

- Raphael Matthew Chua
100 Meter Brust Männer: Vorläufe

- James Walsh
200 Meter Schmetterling Männer: Vorläufe

- Jaclyn Pangilinan
100 Meter Brust Frauen: Vorläufe
200 Meter Brust Frauen: Vorläufe

### Taekwondo
- Tshomlee Go
Klasse bis 57 kg Männer: Achtelfinale

- Donald Geisler
Klasse bis 79 kg Männer: Achtelfinale

- Mary Antoinette Rivero
Klasse bis 66 kg Frauen: Halbfinale